# Lambrecht Slagghert
Lambrecht Slagghert, auch: Lambert, Slaggert (* 1488 vermutlich in Stralsund; † nach dem 4. August 1533 in Ribnitz) war ein deutscher Franziskaner und Chronist.

## Leben

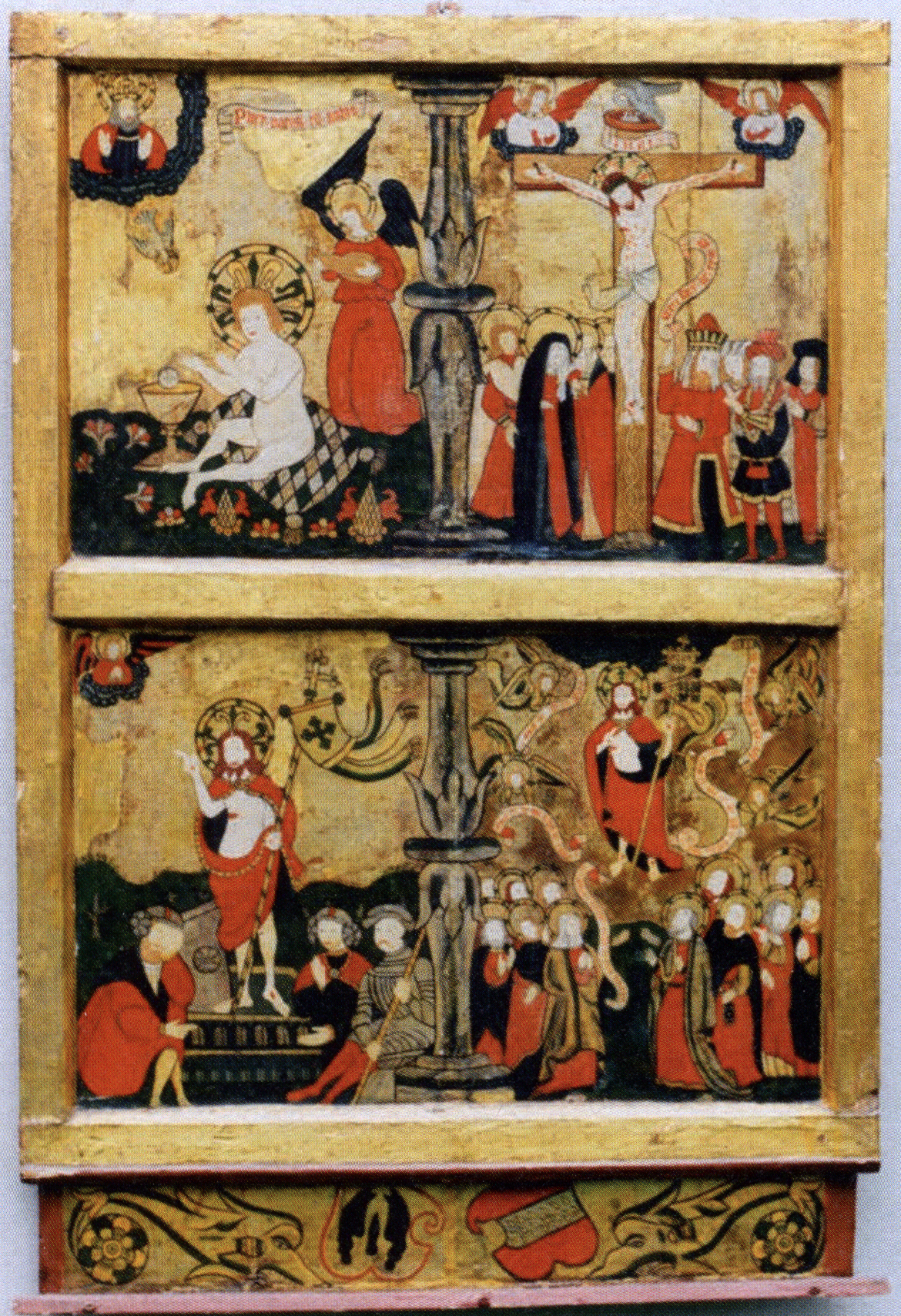
Andachtsbild

Lambrecht stammte wohl aus Stralsund und ist erstmals 1522 als Franziskaner im Stralsunder Johanniskloster nachweisbar, als er als Delegierter am Kapitel der Ordensprovinz Saxonia in Hamburg teilnahm. Das Kapitel sandte ihn als Lesemeister und Beichtvater in das Klarissenkloster Ribnitz. Hier verwaltete er zeitweilig, 1525 gemeinsam mit Joachim Meier, auch die Stelle des Guardian, bis Meier die Stelle allein übernahm.
Er war in vielfältiger Weise für das Kloster und seine Äbtissin, Herzogin Dorothea von Mecklenburg (1480–1537, Äbtissin seit 1498), Tochter Herzogs Magnus II. und Schwester der gemeinschaftlich regierenden Herzöge Albrecht VII. und Heinrich V., tätig. Er sorgte für den Bau einer Warmluftheizung, „legte Wasserrinnen an, baute ein Brauhaus um, zog selber Mauern und malte oder strich Wände.“
Im Remter brachte er eine astronomische Uhr an. Teilweise gemeinsam mit den Nonnen schuf er Andachtsbilder, von denen sechs Tafeln auf der Nonnenempore der Klosterkirche erhalten sind.

## Chronik

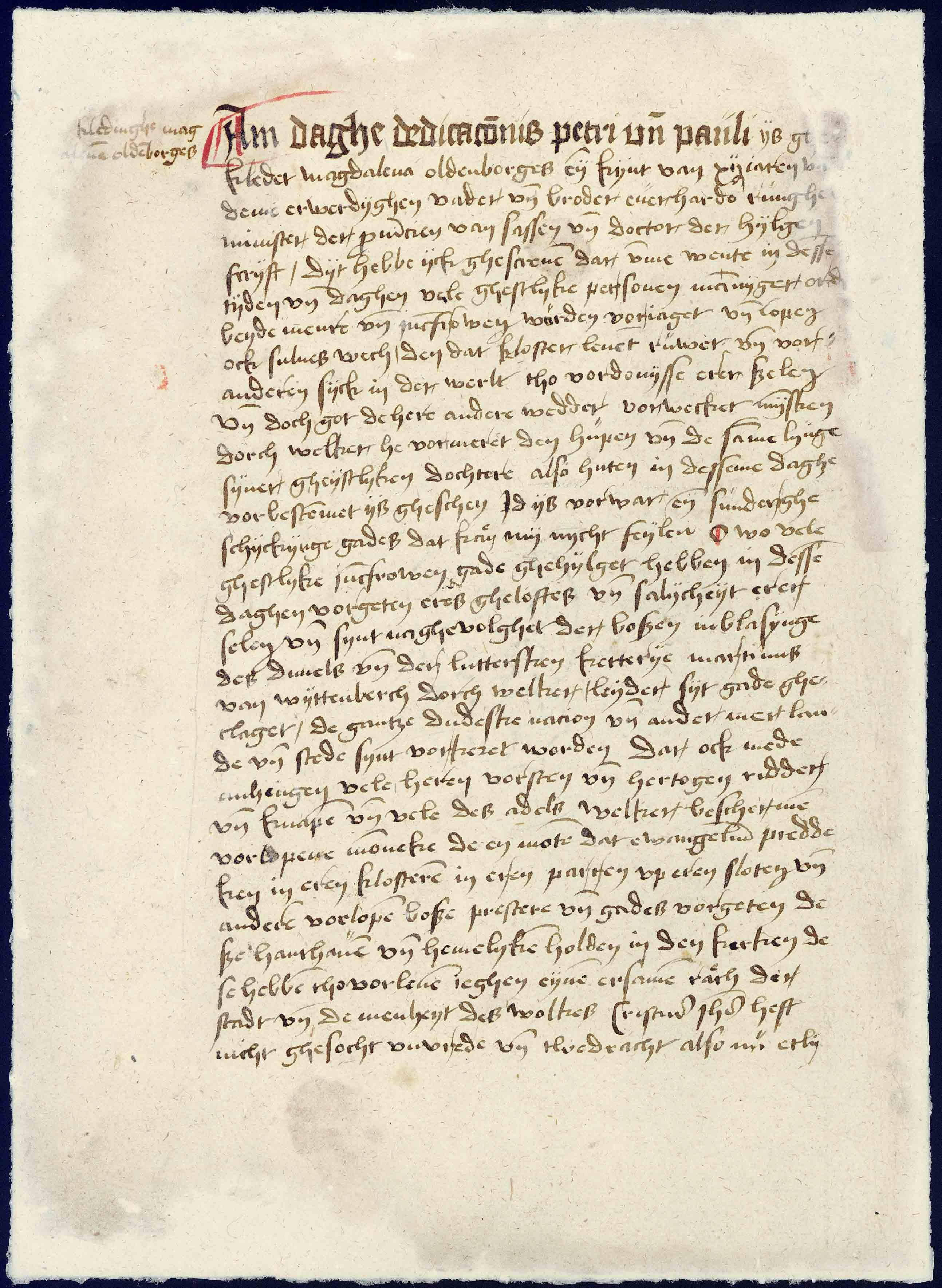
Chronik, Eintrag zum 18. November 1526

Im Auftrag des Konvents fertigte er ab Michaelis 1522 eine Chronik des 1323 gegründeten Klosters zu dessen 200-jährigem Bestehen an. Dabei griff er auf verschiedene Quellen, darunter die Reimchronik von Ernst von Kirchberg, das Totenbuch des Konvents und die gerade erschienenen Annales Herulorum von Nicolaus Marschalk zurück. Am 22. November 1523 konnte er das Werk der Äbtissin Dorothea und dem Konvent widmen. Er hat es noch bis 1532 und in zwei Notizen bis 1533 fortgeführt.
Die nicht gut erhaltene Chronik wurde im 19. Jahrhundert noch im Kloster Ribnitz, inzwischen ein Damenstift, verwahrt. Eine alte Abschrift besaß die Universitätsbibliothek Greifswald, eine jüngere das Landeshauptarchiv Schwerin. Im 19. Jahrhundert fertigten Karl Ferdinand Fabricius und Friedrich Crull Abschriften.
Die Frage, ob er auch der Verfasser einer lateinischen Fassung der Klosterchronik ist, die bis 1539 reicht, ist in der Forschung unterschiedlich beantwortet worden. Ernst Joachim Westphal gab die Lateinische Chronik im 4. Band seiner Monumenta inedita heraus, zugleich mit Nachträgen von etwa 1570 bis 1578 vom lutherischen Klosterprediger Jakob Isermann, der 1569 nach Ribnitz kam. Diese lateinische Fassung soll Carl Henrich Dreyer im Jahr 1743 aus heute verschollenen Manuskripten abgeschrieben haben.
Friedrich Techen gab beide Fassungen im Jahr 1909 neu heraus.